# Ritratto di giovane (Basaiti)
Ritratto di giovane è un dipinto di Marco Basaiti. Eseguito verso gli ultimi anni del quattrocento, è conservato nella National Gallery di Londra.

## Descrizione
L'abito indossato dal ragazzo suggerisce una datazione corrispondente alla fine del secolo. Il ritratto è su un fondo verde uniforme, con uno spiraglio di paesaggio montano sulla sinistra. La figura si trova dietro una balaustra di marmo, sulla quale è riprodotta la firma del pittore.